# Rajko Mitić
Rajko Mitić (Servisch: Рајко Митић) (Bela Palanka, 19 november 1922 – Belgrado, 29 maart 2008) was een Servische professionele voetballer, trainer, bestuurder en journalist. 
Mitić wordt beschouwd als een van de belangrijkste spelers in de geschiedenis van Rode Ster Belgrado, omdat hij de eerste van slechts vijf spelers is die de Zvezdina zvezda (De Ster's ster) heeft ontvangen van de club voor zijn bijdragen. In december 2014 werd het Rode sterstadion, het grootste en belangrijkste voetbalstadion in Servië, officieel naar hem vernoemd.

## Clubcarrière

### Košutnjak en OFK Beograd
Mitić begon zijn voetbalcarrière in 1937 op 15-jarige leeftijd bij Košutnjak, een lokale club uit Belgrado. In mei 1938 werd hij overgeplaatst naar OFK Beograd, waar hij tot 1940 speelde in de jeugd en vanaf toen aansloot bij de senioren die recentelijk landskampioen waren geworden. Bij zijn debuut voor het eerste elftal van Beograd wist Mitić meteen twee keer te scoren. In 1944 werd vanwege de Tweede Wereldoorlog de Servische voetbalcompetitie stilgelegd, maar hij bleef ook gedurende zijn legertijd voetballen in het team van ingenieurs van het Servische leger.

### Rode Ster Belgrado
Kort nadat Rode Ster Belgrado werd opgericht op 4 maart 1945, kwam Mitić over van OFK Beograd en werd meteen aanvoerder van het team. Na de overstap droeg hij veertien seizoenen lang het rood-witte tenue en de aanvoerdersband. Hij kwam in totaal tot 294 wedstrijden voor Rode Ster waarin hij 109 doelpunten maakte, en begin jaren vijftig was hij het uithangbord van de grootste club in Belgrado en ver daarbuiten. 
Als aanvoerder en leider op het veld won hij vier landstitels (1951, 1953, 1956 en 1957) en vier keer de nationale beker (1948, 1949, 1950 en 1958). In de veertien seizoen mistte Mitić slechts een handvol wedstrijden door een meniscusblessure en een schorsing van de Joegoslavische voetbalbond (nadat hij zijn team van het veld had gehaald toen een medespeler geraakt was door een steen uit het publiek).  
Hij was een groot tegenstander van oneerlijk spel en trok zijn tegenstander nooit aan zijn shirt of liet zijn tegenstanders nooit expres struikelen. Er waren genoeg betere spelers in zijn tijd als het ging om aantrekkelijkheid en vaardigheid, maar Rajko Mitić was uniek vanwege zijn buitengewone sociale vaardigheden en sportiviteit. Op 29 november 1958 stopte hij, na een 4-0 overwinning op Velež in een bekerwedstrijd, officieel met voetballen bij Rode Ster op 36-jarige leeftijd. Tot op heden staat hij nog altijd op de 6e plaats van meeste wedstrijden en de 8e plaats van meeste doelpunten in de clubhistorie van Rode Ster Belgrado.

## Interlandcarrière
Door de verdeling van Joegoslavië tijdens de Tweede Wereldoorlog was er kort na de oorlog een Servisch nationaal team, waar Mitić in 1945 drie keer voor uitkwam en 2 doelpunten voor scoorde.
Na de oprichting van de Federale Volksrepubliek Joegoslavië behoorden de Serviërs opnieuw tot het Joegoslavisch elftal. In totaal kwam Mitić vanaf 1946 tot 59 interlands (waarin hij 34 keer aanvoerder was) en scoorde hij 32 doelpunten. Zijn eerste doelpunt voor de nationale ploeg maakte hij bij zijn debuut op 9 mei 1946 in Praag, toen Tsjecho-Slowakije met 2-0 verslagen werd. In zijn carrière bij de nationale ploeg scoorde hij drie hattricks (tegen Denemarken in 1950, tegen India in 1952 en tegen Wales in 1953).
Hij nam deel aan twee Olympische toernooien in Londen in 1948 en Helsinki in 1952. Beide keren was hij de aanvoerder van het elftal en behaalde het land de zilveren medaille. Hij nam met Joegoslavië ook deel aan de WK's in Brazilië en Zwitserland, maar op beide toernooien wist het land geen indruk te maken. 
Hij speelde zijn laatste wedstrijd voor de nationale ploeg op 29 november 1957, op 35-jarige leeftijd, in en tegen Roemenië.

## Activiteiten na zijn carrière
Nadat hij gestopt was met voetballen maakte Mitić deel uit van de coachingstaf van Rode Ster Belgrado tussen 1960 en 1966. Nadat hij kort behoorde tot het selectiecomité voor de nationale ploeg, werd hij in 1967 gepromoveerd tot bondscoach van Joegoslavië. Hij zou deze rol uiteindelijk tot 1970 vervullen, waarbij zijn grootste prestatie als coach op het EK 1968 in Italië was waar het nationale team (onder leiding van Dragan Džajić) verliezend finalist werd.
Na zijn activiteiten voor het nationale elftal bleef Mitić betrokken bij zijn oude liefde Rode Ster Belgrado. Hij was hier vrijwilliger en maakte lange tijd deel uit van het bestuur (waaronder twee mandaten als vicepresident van de club).
Als actieve speler was Mitić reeds een sportschrijver voor het tijdschrift Sport. Lang na zijn voetbalpensioen bleef hij wekelijks schrijven voor het  sporttijdschrift Tempo.

## Overlijden en nalatenschap

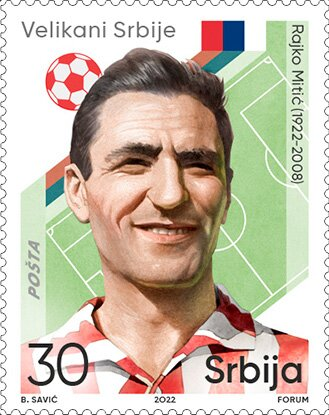
Mitić op een Servische postzegel uit 2022

Mitić overleed in Belgrado op 29 maart 2008, en hij werd 85 jaar oud. Hij werd na een drukbezochte begrafenisdienst bijgezet in een familiegraf op de Novo groblje (Nieuwe Begraafplaats) van Belgrado op 2 april 2008.
Rajko Mitić was de eerste speler die van Rode Ster Belgrado de Zvezdina zvezda (De Ster's Ster) ontving voor zijn verdiensten bij de club. Na hem zijn er slechts 5 anderen (waaronder het team dat in 1991 de Europacup I won) die deze hoogste orde van verdienste ontvingen. 
In 2004 werd beslist om het stadion van Rode Ster Belgrado, dat tot die tijd het Rode Sterstadion genoemd werd, om te dopen tot het Rajko Mitićstadion. Buiten het stadion is tevens een standbeeld onthult van Mitić.
In zijn geboorteplaats Bela Palanka werd de lokale voetbalclub hernoemd naar FK Rajko Mitić.

## Erelijst

### Speler

#### Rode Ster Belgrado
- Kampioen Prva Liga (Joegoslavië): 1950-51, 1952–53, 1955–56, 1956–57
- Winnaar Joegoslavische beker: 1948, 1949, 1950, 1958

#### Joegoslavisch voetbalelftal
- Zilver Olympisch voetbaltoernooi 1948
- Zilver Olympisch voetbaltoernooi 1952

### Trainer

#### Joegoslavisch voetbalelftal
- Runner-up EK voetbal: 1968